# Colparion madgei
Colparion madgei foi uma espécie de gastrópode da família Euconulidae.
Era endémica da Maurícia.